# Calle de San Andrés (Madrid)
La calle de San Andrés es una vía pública de la ciudad española de Madrid, situada en el barrio de Universidad, perteneciente al distrito Centro. Asciende desde la calle del Espíritu Santo discurriendo en dirección sur-norte, hasta la de Carranza.

## Historia
Mientras que en el plano de Texeira de 1656 no tiene nombre, en el de Antonio Espinosa de los Monteros de 1769 figura ya con la denominación de «San Andrés». En 1889 se conservaban antecedentes de construcciones particulares desde 1773.
La tradición cuenta que habiendo capturado cierto capitán de infantería una bandera a las tropas del archiduque en la batalla de Almansa en 1707, Felipe V le habría dado en recompensa un terreno en esta calle. El hecho de que la bandera en cuestión tuviese estampada el aspa de San Andrés habría motivado al capitán a dar dicho nombre a la calle. Sin embargo, otro relato apunta que en este sitio existía una capilla dedicada a san Andrés.

## Vecinos
Entre la abultada lista de ‘ilustres’ vecinos de esta calle puede mencionarse a Enrique Herreros, cartelista, dibujante de La Codorniz, mánager de Sara Montiel y de Nati Mistral, y montañero empedernido, que nació en la ella el 29 de diciembre de 1903.